# Синдром слепой кишечной петли
Синдром слепой кишечной петли (застойная кишечная петля, англ. blind loop syndrome, stagnant loop syndrome) — состояние стаза тонкой кишки, позволяющее бактериям в ней усиленно размножаться и приводящее к мальабсорбции и выделению большого количества жира с каловыми массами (см. Стеаторея). Обычно развивается в результате хронической закупорки тонкой кишки (наблюдающейся, например, при болезни Крона, стриктуре или туберкулёзе кишечника) или вследствие перенесенной хирургической операции по созданию обходного анастомоза, приведшей к прекращению функционирования части кишки, или из-за других нарушений (например, еюнального дивертикула), при которых функция одного из участков кишки постоянно нарушена.

## Этиология и патогенез
Этиологическим фактором является хирургическое вмешательство при атрезии и стенозе тонкой кишки с целью осуществления энтеростомии (анастомоз бок в бок). Роль играют также дивертикулёз, удвоение подвздошной кишки, мальротация, неполная кишечная непроходимость (в результате спаек), болезнь Крона и др. Эти патологические состояния способствуют возникновению кишечного стаза и массивному размножению анаэробной микробной флоры, что, в свою очередь, приводит к нарушению обмена жёлчных кислот.
Считается, что размножение анаэробной флоры в тонкой кишке возможно лишь при наличии аэробных микробов, которые, потребляя кислород, создают, таким образом, благоприятные условия для анаэробов. Микробы вызывают гидролиз конъюгированных желчных кислот с превращением их в свободные желчные кислоты, а затем гидролизуют их до образования вторичных желчных кислот — дезоксихолевой и литохолевой кислоты. Кроме того избыточная колонизация тонкой кишки может привести к уменьшению всасывания витамина В12 и развитию мегалобластной анемии.